# 上海市第一中学
上海市第一中学是位於中華人民共和國上海市靜安區的一所完全中學和靜安區区重点和靜安區区实验性示范性高中。

## 歷史
上海市第一中学前身是公共租界工部局华人教育处处长陈鹤琴於1931年创建的上海市工部局女中。1943年，學校更名為上海市立第一女子中学。1951年更名為上海市第一女子中学。1953年（一說1961年），學校成為上海市首批10所重点中学之一。1967年，學校開始招收男生，並更名為上海市第一中学。1978年，學校降格為静安区重点中学。
2022年2月9日早上6点半，上海市第一中学教師曹哲铭自杀，據其家屬交代曹哲铭生前曾經於2021年6月中考监考期间被巡考老师掌摑。

## 外部連結
- 官方网站